# Заженцин (Лодзинське воєводство)
Заженцин (пол. Zarzęcin) — село в Польщі, у гміні Мнішкув Опочинського повіту Лодзинського воєводства.
Населення — 192 особи (2011).
У 1975-1998 роках село належало до Пйотрковського воєводства.

## Демографія
Демографічна структура станом на 31 березня 2011 року:
|          | Загалом | Допрацездатний вік | Працездатний вік | Постпрацездатний вік |
| -------- | ------- | ------------------ | ---------------- | -------------------- |
| Чоловіки | 108     | 23                 | 68               | 17                   |
| Жінки    | 84      | 7                  | 47               | 30                   |
| Разом    | 192     | 30                 | 115              | 47                   |